# Liste der Nationalstraßen in Madagaskar

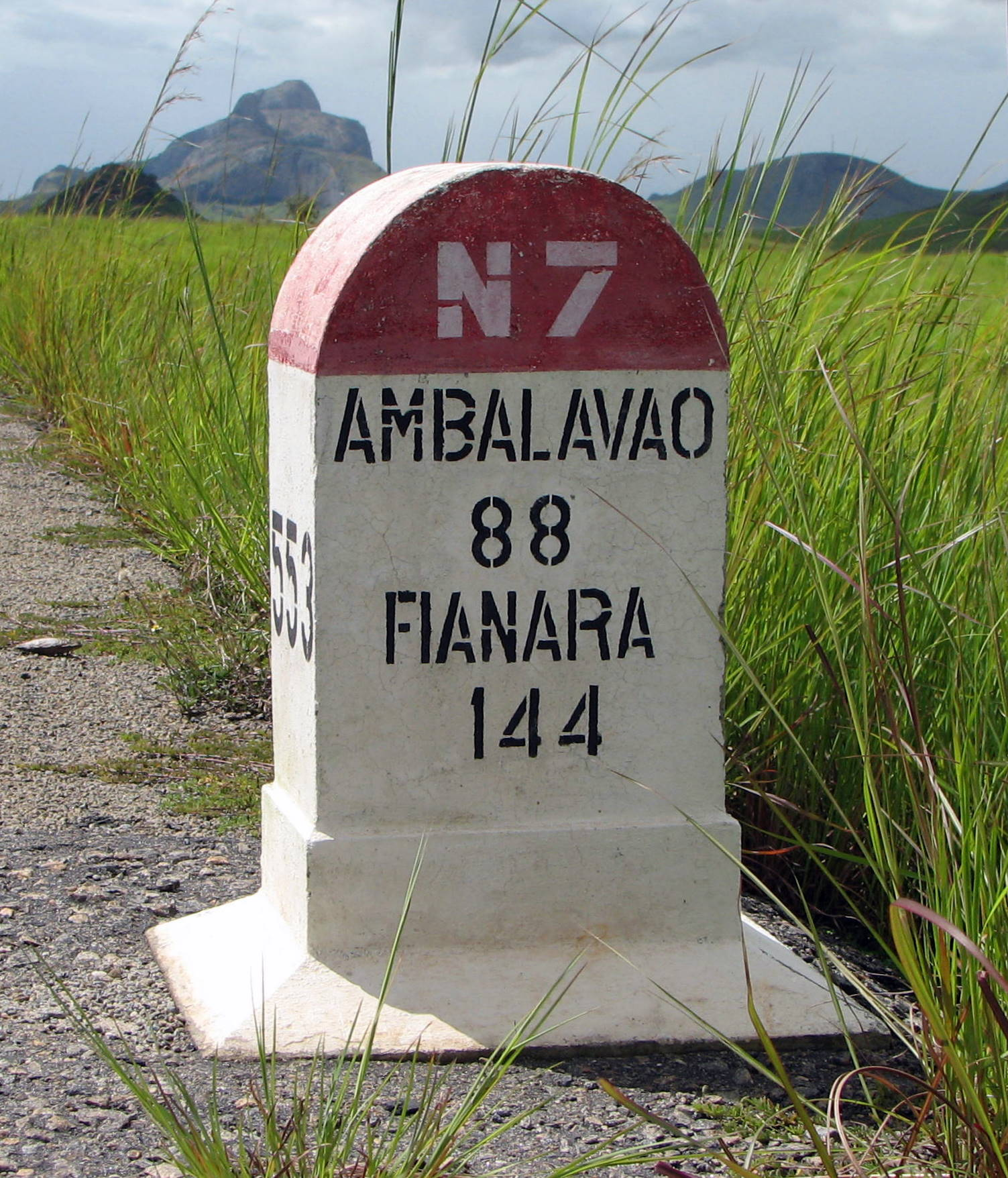
Kilometerstein auf der N7

Diese Liste zeigt die Nationalstraßen in Madagaskar auf. Es gibt einen Straßentyp und zwar die Fernstraßen beginnend mit N oder RN. Nicht zusammenhängende Teilstücke einer Nationalstraße werden mit Buchstaben (a, b, …) unterschieden, alternative Routen werden mit der Endung -bis versehen. Das Ministerium für Öffentliche Arbeiten (Ministere des Travaux Publics) klassifiziert die Straßen in drei Gruppen: routes nationales primaires (P), routes nationales secondaire (S) und routes nationales temporaire (T); letztere sind meist unbefestigt oder wegen mangelnder Wartung in schlechtem Zustand und daher nur in der Trockenzeit passierbar.

## Nationalstraßen
| Kurz    | Name                 | Verlauf | Länge  | Klassifikation                |
| ------- | -------------------- | --- | ------ | ----------------------------- |
| RN 1    | Route nationale 1    | Antananarivo – Tsiroanomandidy                                                                                    | 220 km | S                             |
| RN 1bis | Route nationale 1bis | Analavory – Tsiroanomandidy – Maintirano                                                                          | 474 km | S                             |
| RN 2    | Route nationale 2    | Antananarivo – Toamasina                                                                                          | 325 km | P                             |
| RN 2bis | Route nationale 2bis | Ankorahotra – Université d’Antananarivo                                                                           | 2 km   | T                             |
| RN 3    | Route nationale 3    | Antananarivo – Anjozorobe                                                                                         | 90 km  | S                             |
| RN 3a   | Route nationale 3a   | Lac Alaotra – Andilamena                                                                                          | 180 km | T                             |
| RN 3b   | Route nationale 3b   | Sambava – Andapa                                                                                                  | 106 km | T                             |
| RN 4    | Route nationale 4    | Antananarivo – Ambondromamy – Mahajanga                                                                           | 562 km | P                             |
| RN 5    | Route nationale 5    | Toamasina – Maroantsetra                                                                                          | 402 km | S                             |
| RN 5a   | Route nationale 5a   | Ambilobe – Sambava – Antalaha – Marofinaritra                                                                     | 414 km | S                             |
| RN 6    | Route nationale 6    | Ambondromamy – Antsohihy – Antsiranana                                                                            | 706 km | P                             |
| RN 7    | Route nationale 7    | Antananarivo – Antsirabe – Ambositra – Fianarantsoa – Toliara                                                     | 920 km | P                             |
| RN 8    | Route nationale 8    | Marofototra – Belo sur Tsiribihina – Bekopaka – Antsalova                                                         | 198 km | T                             |
| RN 8a   | Route nationale 8a   | Maintirano – Antsalova                                                                                            | 119 km | T                             |
| RN 8b   | Route nationale 8b   | Marosakoa – Marovoay – RN 4                                                                                       | 26 km  | T                             |
| RN 8c   | Route nationale 8c   | RN 1b – Ambatomainty, Kandreho – Maevatanana                                                                      | 250 km | T                             |
| RN 9    | Route nationale 9    | Toliara – Mandabe – Mahabo                                                                                        | 350 km | T                             |
| RN 10   | Route nationale 10   | Andranovory – Ambovombe                                                                                           | 420 km | S                             |
| RN 11   | Route nationale 11   | Mahanoro – Mananjary                                                                                              | 173 km | S (bis Nosy Varika), danach T |
| RN 11a  | Route nationale 11a  | Antsampanana – Mahanoro                                                                                           | 151 km | T                             |
| RN 12   | Route nationale 12   | Irondro – Vangaindrano                                                                                            | 302 km | S                             |
| RN 12a  | Route nationale 12a  | Tolagnaro – Manantenina – Vangaindrano                                                                            | 238 km | T                             |
| RN 13   | Route nationale 13   | Ihosy – Tolagnaro                                                                                                 | 493 km | S                             |
| RN 14   | Route nationale 14   | Ifanadiana – Ikongo                                                                                               | 92 km  | T                             |
| RN 15   | Route nationale 15   | Sakaraha – Beroroha                                                                                               | 247 km | T                             |
| RN 16   | Route nationale 16   | Analavoky – Iakora                                                                                                | 81 km  | T                             |
| RN 17   | Route nationale 17   | Beraketa – Bekily                                                                                                 | 42 km  | T                             |
| RN 17a  | Route nationale 17a  | Inanavy – Benenitra                                                                                               | 99 km  | T                             |
| RN 18   | Route nationale 18   | Vangaindrano – Midongy-Befotaka-Nationalpark                                                                      | 132 km | T                             |
| RN 19   | Route nationale 19   | Katsepy – Soalala – Maintirano                                                                                    | 547 km | T                             |
| RN 20   | Route nationale 20   | RN 11a – Antanambao Manampotsy                                                                                    | 39 km  | T                             |
| RN 21   | Route nationale 21   | auf der Insel Nosy Baraha                                                                                         | 50 km  | S                             |
| RN 22   | Route nationale 22   | Fenoarivo Atsinanana – Vavatenina                                                                                 | 38 km  | T                             |
| RN 23   | Route nationale 23   | RN 11a – Marolambo                                                                                                | 120 km | T                             |
| RN 23a  | Route nationale 23a  | Moramanga – Anosibe an'ala                                                                                        | 70 km  | T                             |
| RN 24   | Route nationale 24   | Mananjary – Vohilava                                                                                              | 45 km  | T                             |
| RN 25   | Route nationale 25   | Ambohimahasoa – Irondro – Mananjary                                                                               | 161 km | S                             |
| RN 26   | Route nationale 26   | Ilempona – Antanifotsy                                                                                            | 3 km   | T                             |
| RN 27   | Route nationale 27   | Ihosy – Farafangana                                                                                               | 275 km | S                             |
| RN 30   | Route nationale 30   | Madirofolo – Ankify                                                                                               | 17 km  | S                             |
| RN 30a  | Route nationale 30a  | Andoany (Hell-Ville) – Andilana (auf der Insel Nosy Be)                                                           | 28 km  | S                             |
| RN 31   | Route nationale 31   | Antsohihy – Bealanana                                                                                             | 129 km | T                             |
| RN 31a  | Route nationale 31a  | Ankerika – Analalava                                                                                              | 71 km  | T                             |
| RN 32   | Route nationale 32   | Antsohihy – Mandritsara                                                                                           | 200 km | S                             |
| RN 33   | Route nationale 33   | Amparafaravola – Andriamena                                                                                       | 122 km | T                             |
| RN 33a  | Route nationale 33a  | Ambondromamy – Tsaratanana                                                                                        | 86 km  | T                             |
| RN 33b  | Route nationale 33b  | Andranofasika – Ambato Boeny                                                                                      | 24 km  | T                             |
| RN 34   | Route nationale 34   | Antsirabe – Malaimbandy                                                                                           | 368 km | S                             |
| RN 35   | Route nationale 35   | Ivato – Morondava                                                                                                 | 460 km | bis Malaimbandy S, danach T   |
| RN 36   | Route nationale 36   | Ampanotokana – Fenoarivo Afovoany                                                                                 | 119 km | T                             |
| RN 41   | Route nationale 41   | Ambositra – Fandriana                                                                                             | 41 km  | S                             |
| RN 42   | Route nationale 42   | Fianarantsoa – Ikalamavony                                                                                        | 98 km  | T                             |
| RN 43   | Route nationale 43   | Analavory – Sambaina                                                                                              | 133 km | S                             |
| RN 44   | Route nationale 44   | Moramanga – Imerimandroso                                                                                         | 228 km | S                             |
| RN 45   | Route nationale 45   | Alakamisy Ambohimaha – Vohiparara                                                                                 | 23 km  | S                             |
| RN 46   | Route nationale 46   | RN 7 – Ambovombe Afovoany                                                                                         | 19 km  | T                             |
| RN 47   | Route nationale 47   | Ivato – Antoetra                                                                                                  | 25 km  | T                             |
| RN 51   | Route nationale 51   | RN 3 – Ambohimanga-Rova                                                                                           | 5 km   | T                             |
| RN 52   | Route nationale 52   | Talatamaty – Ivato                                                                                                | 6 km   | S                             |
| RN 53   | Route nationale 53   | Antalaha – Flughafen Antalaha                                                                                     | 15 km  | T                             |
| RN 54   | Route nationale 54   | Mahajanga – Amborovy                                                                                              | 8 km   | T                             |
| RN 55   | Route nationale 55   | Bevoay – Morombe                                                                                                  | 78 km  | T                             |
| RN 56   | Route nationale 56   | Arivonimamo – Flughafen                                                                                           | 3 km   | T                             |
| RN 57   | Route nationale 57   | Andoany (Hell-Ville) – Flughafen Fascene (auf der Insel Nosy Be)                                                  | 11 km  |                               |
| RN 58a  | Route nationale 58a  | Verbindung zwischen RN 4 und RN 7 im Südwesten von Antananarivo                                                   | 16 km  |                               |
| RN 58b  | Route nationale 58b  | Ankadindratombo – Ambohimanambola                                                                                 | 7 km   | T                             |
| RN 59a  | Route nationale 59a  | Androrona – Vohémar                                                                                               | 4 km   | T                             |
| RN 59b  | Route nationale 59b  | Antsiranana – Ramena                                                                                              | 19 km  | T                             |
| RN 60   | Route nationale 60   | Verbindung zwischen RN 2 und RN 7 im Südosten von Antananarivo                                                    | 15 km  |                               |
| RN 63   | Route nationale 63   | Verbindung zwischen RN 7 und RN 60 im Süden von Antananarivo                                                      | 2,5 km |                               |
| RN 65   | Route nationale 65   | Verbindung zwischen RN 2, RN 3 und dem Gewerbegebiet Ankorondrano, Nordostumfahrung des Zentrums von Antananarivo | 9,4 km | S                             |